# Mirosław Kubisztal
Mirosław "Kuba" Kubisztal, född 12 februari 1962 i Tarnów, Polen, är en före detta polsk fotbollsspelare.
Kubisztal spelade i Örebro SK åren 1991-96 samt en halv säsong 1997. Totalt blev det 161 tävlingsmatcher och 68 mål (147/58 av dem var i allsvenskan) vilket gjorde honom till ÖSK:s bäste målskytt fem år i rad mellan 1991 och 1995. Åter i Polen har han jobbat med catering och som tränare. Han har gett namn till ÖSK:s klack Kubanerna.